# Merton Miller
Merton Howard "Mert" Miller (Boston, 16 mei 1923 - Chicago, 3 juni 2000) was een Amerikaans econoom en samen met Harry Markowitz en William Sharpe winnaar van de prijs van de Zweedse Rijksbank voor economie in 1990.
Miller werd geboren in Boston, Massachusetts. Gedurende de Tweede Wereldoorlog werkte hij als econoom in de belastingonderzoekafdeling van het Amerikaanse ministerie van financiën. Hij ontving zijn PhD in economie van Johns Hopkins University in 1952. Zijn eerste academische aanstelling was als Visiting Assistant Lecturer aan de London School of Economics. Hij werd fellow van de Econometric Society in 1975 en was president van de American Finance Association in 1976. Hij zat van 1961 tot zijn pensioen in 1993 aan de University of Chicago Graduate School of Business.

## Werken
- Merton H. Miller (1991). Merton Miller on Derivatives. John Wiley & Sons, New York. ISBN 0-471-18340-7.
- Merton H. Miller (1991). Financial Innovations and Market Volatility. Blackwell Publishing, Cambridge, MA. ISBN 1-55786-252-4.
- Merton, Miller H., Charles W. Upton (1986). Macroeconomics: A Neoclassical Introduction. University of Chicago Press, Chicago. ISBN 0-226-52623-2.
- Kessel, Reuben A., R. H. Coase, Merton H. Miller (1980). Essays in Applied Price Theory. University of Chicago Press, Chicago. ISBN 0-226-43200-9.
- Fama, Eugene F., Merton H. Miller (1972). The Theory of Finance. Holt, Rinehart & Winston, New York. ISBN 0-03-086732-0.

1969: Frisch, Tinbergen ·
1970 : Samuelson ·
1971: Kuznets ·
1972: Hicks, Arrow ·
1973: Leontief ·
1974: Myrdal, Hayek ·
1975: Kantorovitsj, Koopmans ·
1976: Friedman ·
1977: Ohlin, Meade ·
1978: Simon ·
1979: Schultz, Lewis ·
1980: Klein ·
1981: Tobin ·
1982: Stigler ·
1983: Debreu ·
1984: Stone ·
1985: Modigliani ·
1986: Buchanan ·
1987: Solow ·
1988: Allais ·
1989: Haavelmo ·
1990: Markowitz, Miller, Sharpe ·
1991: Coase ·
1992: Becker ·
1993: Fogel, North ·
1994: Harsanyi, Nash, Selten ·
1995: Lucas ·
1996: Mirrlees, Vickrey ·
1997: Merton, Scholes ·
1998: Sen ·
1999: Mundell ·
2000: Heckman, McFadden ·
2001: Akerlof, Spence, Stiglitz ·
2002: Kahneman, Smith ·
2003: Engle, Granger ·
2004: Kydland, Prescott ·
2005: Aumann, Schelling ·
2006: Phelps ·
2007: Hurwicz, Maskin, Myerson ·
2008: Krugman ·
2009: Ostrom, Williamson ·
2010: Diamond, Mortensen, Pissarides ·
2011: Sims, Sargent ·
2012: Roth, Shapley  ·
2013: Fama, Hansen, Shiller  ·
2014: Tirole  ·
2015: Deaton  ·
2016: Hart, Holmström ·
2017: Thaler ·
2018: Nordhaus, Romer ·
2019: Banerjee, Duflo, Kremer ·
2020: Milgrom, Wilson ·
2021: Imbens, Angrist, Card ·
2022: Bernanke, Diamond, Dybvig ·
2023: Goldin ·
2024: Acemoglu, Johnson, Robinson
- Biblioteca Nacional de España: XX941149
- Bibliothèque nationale de France: cb12277356c (data)
- Catàleg d'autoritats de noms i títols de Catalunya: 981058514333806706
- CiNii: DA00177757
- Gemeinsame Normdatei: 124216692
- International Standard Name Identifier: 0000 0001 1691 7911
- Library of Congress Control Number: n80030661
- Nationale Bibliotheek van Letland: 000040154
- Mathematics Genealogy Project: 199504
- Bibliotheek van het Japanse parlement: 00450081
- Nationale Bibliotheek van Tsjechië: vse2005315939
- Nationale Bibliotheek van Israël: 987007271060705171
- Nationale Bibliotheek van Polen: a0000001217808
- Nederlandse Thesaurus van Auteursnamen: 067966942
- SNAC: w6dv3p3x
- Système universitaire de documentation: 031588328
- Virtual International Authority File: 100258394
- WorldCat: E39PBJgCKpdXvbT64hxmqthT73